# Heteroctenia
Heteroctenia là một chi bướm đêm thuộc họ Geometridae.